# 水沢悦子
水沢 悦子（みずさわ えつこ）は、日本の漫画家。経歴非公表。

## 来歴
処女作は『花のズボラ飯』（作画担当。原作：久住昌之）で、『Eleganceイブ』（秋田書店）誌上で2009年6月号から連載開始。当作品は2012年10月から倉科カナ主演でテレビドラマ化されている。
漫画評論家の伊藤剛は『マコちゃん絵日記』（作：うさくん）と『花のズボラ飯』が「絵柄も、コマのテンポも、そっくりだ」と指摘している。また、ヤマダトモコはうさくんが「水沢と絵柄もコマ割りも同じ作風の人である」と指摘している。しかし水沢とうさくんが同一人物かどうかは一切公表されていない。

## 作品リスト

### 漫画
- 花のズボラ飯（原作：久住昌之、Eleganceイブ（秋田書店）2009年6月号 - 2015年10月号 、もっと!（秋田書店）2012年準備号（Eleganceイブ増刊夏号） - 2014 AUTUMN（最終号））
  - 花のズボラ飯 うんま〜いレシピ（主婦の友社） - 本作のレシピ集。
- ヤコとポコ（『もっと!』2012年準備号 - 2014 AUTUMN → 『Eleganceイブ』2015年2月号 - 2022年7月号[4]）全7巻
  - おしえて。ポコ先生（Webコミック Champion タップ! 2013年7月4日 - 2018年7月5日、マンガクロス 2018年7月12日 - 2022年8月8日）
- ピロートーク（ビックコミックスピリッツ （小学館）読切、2014年）
- アイアムアヒーロー 公式アンソロジーコミック「私がZQNになっても。」（ビッグコミックスピリッツ読切、2016年）
- もしもし、てるみです。（ビッグコミックスピリッツ 2016年16号 - 2018年10号） - 2018年にアニメビーンズでアニメ化。

### その他
- 食いしんぼうOLもぐ美のずぼらダイエット（PlayStation Mobile、ソニー・デジタルエンタテインメント） - キャラクターデザイン
- BE@RBRICK 公式モバイルサイト（メディコム・トイ）継続特典「ママねずみちゃん」
- 一生夢で食わせていきますが、なにか。（黒崎蒼・著、富士見L文庫） - 表紙イラスト
- Garden of Remembrance - キャラクター原案[5]